# Leichtgaskanone

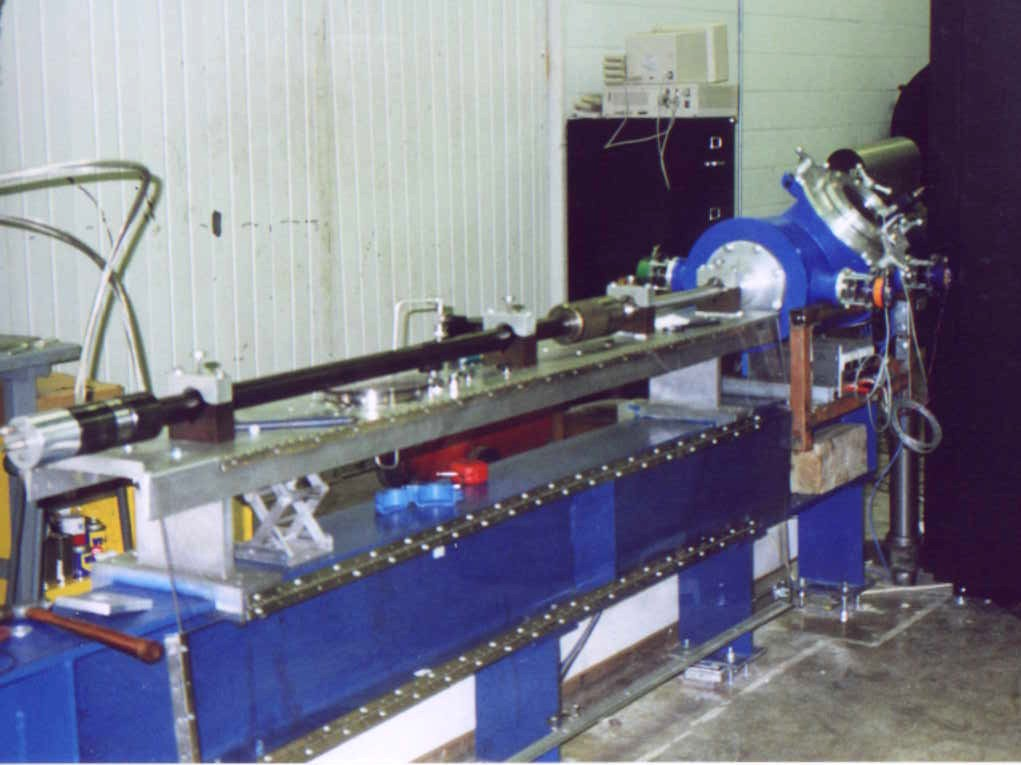
Leichtgaskanone der Rice University. Wurde während der Entwicklung des Gamma-ray Large Area Space Telescope verwendet und erreichte mit Wasserstoffgas und Schießpulver eine Maximalgeschwindigkeit von 7 km/s.

Eine Leichtgaskanone (englisch light gas gun oder light-gas gun) ist ein Massebeschleuniger, der u. a. in der experimentellen Impaktphysik eingesetzt wird, um Projektile auf hohe Geschwindigkeiten zu beschleunigen. Es wird zwischen einstufigen Leichtgaskanonen (englisch single-stage light-gas gun) und zweistufigen Leichtgaskanonen (englisch two-stage light-gas gun) unterschieden. Häufig werden Leichtgaskanone und zweistufige Leichtgaskanone synonym benutzt.

## Idee
Die Maximalgeschwindigkeit von Objekten (allgemein „Projektil“, engl. „projectile“ oder auch „model“), die mit Treibladungen beschleunigt werden, ist u. a. durch die Maximalgeschwindigkeit der Treibladungsgase begrenzt. Die Idee einer Leichtgaskanone besteht daher darin, als Treibgas für die Beschleunigung ein molekular sehr leichtes Gas zu benutzen, im Allgemeinen wird Helium oder Wasserstoff verwendet. Bei gleicher kinetischer Energie lassen sich dessen Teilchen auf eine höhere Geschwindigkeit als die relativ schweren Verbrennungsgase einer Treibladung beschleunigen. Leichtgasbeschleuniger ermöglichen daher eine vergleichsweise hohe Endgeschwindigkeit des Projektils.
Zum Vergleich: Die molare Masse von molekularem Wasserstoff (H2) beträgt ca. 2 g/mol, während die Produkte üblicher Treibladungspulver (eine Mischung aus Wasser, Kohlendioxid und Stickstoff) eine mittlere molare Masse von ca. 30 g/mol besitzen. Moderne Glattrohrkanonen erreichen Geschwindigkeiten bis ca. 6,5 km/s, während mit zweistufigen Leichtgaskanonen bis ca. 11,5 km/s erreicht wurden.

## Aufbau

Diagramm der Funktionsweise einer Leichtgaskanone

Die wesentlichen Teile einer zweistufigen Leichtgaskanone sind das Treibrohr (engl. pump tube) und der Lauf (engl. launch tube). Im Treibrohr befindet sich das Leichtgas, das mittels eines zylindrischen Kolbens komprimiert wird. Der Kolben wird in der Regel durch eine Treibladung oder ein verdichtetes Gas angetrieben. Zwischen Treibrohr und Lauf befindet sich ein konisches sog. Hochdruckteil (engl. high pressure section), dessen Ende durch ein Ventil vom Lauf getrennt ist. Hat das Leichtgas einen ausreichend hohen Druck erreicht, wird das Ventil geöffnet, und das hoch verdichtete Leichtgas strömt in den Lauf und beschleunigt das Projektil. Als Ventil wird üblicherweise eine zwischen ein und fünf Millimeter dicke Metallscheibe verwendet, die mit schlitz- oder kreuzförmigen Sollbruchstellen versehen ist (engl. petal valve) und die bei einem bestimmten Druck birst. Im Hochdruckteil werden kurzzeitig extrem hohe Drücke in der Größenordnung um 1 GPa bzw. 10.000 bar erreicht. Die Kompression des leichten Gases stellt die erste Stufe dar, die Beschleunigung des Projektils die zweite. Daher kommt die Bezeichnung zweistufige Leichtgaskanone.
Wenn das Ende des Hochdruckteils wie in der nebenstehenden Abbildung auch noch als Düse ausgebildet ist, wird die Wirkung noch zusätzlich verstärkt.
Einstufige Leichtgaskanonen bestehen aus einem Reservoir mit angeschlossenem Lauf. Reservoir und Lauf sind zunächst durch eine Membran getrennt. Hier werden meist Kunststoff-Membranen verwendet. Nachdem das Projektil in den Lauf eingebracht ist, wird das Reservoir über Pumpen mit molekular leichtem Gas gefüllt. Beim Erreichen des gewünschten Reservoirdrucks wird die Membran z. B. mit einem Dorn zum Platzen gebracht. Das Gas strömt in den Lauf und beschleunigt das Projektil.
Projektile / Treibspiegel
Die Projektile werden nicht direkt verschossen. Stattdessen werden sie in so genannten Treibspiegeln eingebettet (wie im Englischen und Französischen auch im Deutschen gelegentlich als „Sabot“ bezeichnet). Der Treibspiegel, zumeist aus Kunststoff, zerfällt beim Austritt aus dem Lauf in mehrere Elemente und wird von einer Blende (engl. sabot catcher) aufgefangen. Die Trennung wird in der Regel aerodynamisch erreicht, entweder durch einen hohen Gasdruck außerhalb des Laufs oder durch den Druck des Treibgases.
Diese Technik hat den Vorteil, dass nahezu beliebig geformte Projektile verschossen werden können, z. B. Modelle für Weltraummüll oder Meteoriten, Stabpenetratoren (Wuchtgeschosse) mit aerodynamischen Stabilisatoren. Bei Fehlschüssen kann es vorkommen, dass sich der Treibspiegel bereits im Lauf trennt und das Projektil freigibt. Solche Fälle führen zu einer starken Beschädigung, die den Lauf in der Regel unbrauchbar macht.

## Verwendungszweck
Leichtgaskanonen werden vorwiegend für Hochgeschwindigkeits-Einschlagtests verwendet. Ziel solcher Versuche ist es, die physikalischen Vorgänge beim Einschlag z. B. von Minimeteoriten in Weltraumfahrzeugen und Satelliten oder von Projektilen in Panzerungen zu untersuchen. Ebenso dienen solche Experimente als Modellversuche dem Verständnis von Meteoriteneinschlägen auf der Erde. Dabei durchfliegt ein Projektil nach dem Austritt aus dem Lauf den sog. Blasttank, in dem das Treibgas abgefangen wird. Hier befindet sich auch die erwähnte Blende, ebenso wie in der Regel mehrere Laserlichtschranken, die zur Geschwindigkeitsmessung und als Triggerquelle für die Sensorik verwendet werden. An den Blasttank schließt eine weitere Kammer an, die Impakttank oder Targetkammer genannt wird und in der sich das Target befindet. Beide Tanks bieten durch entsprechende Panzerung den notwendigen Splitterschutz und werden bei Bedarf (hohe Geschwindigkeiten, Wasserstoff als Treibgas) evakuiert. Impakttank bzw. Targetkammer sind mit Sensorik (wie Hochgeschwindigkeitskameras, Röntgenröhren und -filmen etc.) ausgerüstet, um den Einschlag ("Impakt") auf das Target zu beobachten. Der Impaktvorgang dauert häufig nur wenige zehn bis hundert Mikrosekunden.
Anfang der 1990er-Jahre verwendete das amerikanische Lawrence Livermore National Laboratory die Leichtgaskanonentechnik im Super High Altitude Research Project (SHARP). Dieses Weltraumkanonenprojekt sollte Nutzlast in den Weltraum zu einem zwanzigstel der bisherigen Kosten mit Raketentechnik transportieren. In den Versuchen wurden Geschwindigkeiten von 3 km/s mit 5-kg-Projektilen erreicht. Die nächste Entwicklungsstufe, die Abschüsse in den Weltraum ermöglicht und 1 Mrd. US-$ gekostet hätte, wurde aber 1995 nicht mehr freigegeben. Inzwischen versucht die aus dem SHARP-Projekt ausgegründete Firma Quicklaunch die Leichtgaskanonen-Technik weiterzuentwickeln um sie für den Nutzlasttransport in den Weltraum zu kommerzialisieren. Es ist angestrebt, Nutzlast für 1100 $/kg ins All befördern zu können. Da die Fluchtgeschwindigkeit von der Erde 11,2 km/s beträgt und für die Quicklaunch-Leichtgaskanone selbst eine Mündungsgeschwindigkeit von 6 km/s angestrebt wird, beinhaltet das Konzept eine zusätzliche Raketenstufe.

## Leistung
Die höchste bisher mit einer zweistufigen Leichtgaskanone erreichte Geschwindigkeit liegt bei ca. 11,5 km/s. Zum Vergleich: Die Geschwindigkeit, um der Anziehungskraft der Erde zu entkommen, beträgt v= 11,19 km/s. Allerdings ist hierbei die noch zu überwindende Luftreibung nicht berücksichtigt.
Bei Schüssen über ca. 8 bis 9 km/s nimmt der Verschleiß an der Anlage stark zu, so dass ab ca. 10 km/s in der Regel Lauf und Hochdruckteil nach jedem Schuss ausgewechselt werden müssen. Aufgrund der damit verbundenen Kosten werden solche Schüsse nur selten durchgeführt. Dazu kommt, dass bisher nur kurze Kunststoffzylinder auf Maximalgeschwindigkeit beschleunigt wurden.
Die routinemäßig mit zweistufigen Leichtgaskanonen erreichten Geschwindigkeiten hängen von der Geschossmasse ab. Im Milligrammbereich werden ca. 10 km/s (36.000 km/h) erreicht, im Grammbereich ca. 7 km/s (25.000 km/h), im Kilogrammbereich ca. 5 km/s (18.000 km/h). Zur Orientierung: Bei der Simulation von Weltraummüll-Einschlägen werden Kugeln aus Aluminium mit einem Durchmesser zwischen ca. 1 mm (Masse ca. 0,0014 g) und 10 mm (ca. 1,4 g) verschossen.
Die Geschwindigkeit lässt sich über die Menge der Treibladung und den Leichtgasdruck im Pumprohr für die jeweilige Geschossmasse einstellen.
Einstufige Leichtgaskanonen erreichen erheblich geringere Geschwindigkeiten.
Es existieren Verbesserungskonzepte aus dem Jahr 2000, die eine Steigerung bis 15 km/s versprechen, die aber bis heute noch nicht realisiert wurden.

## Ähnliche Technologien
Voitenko-Kompressoren, eine auf Hohlladungstechnik basierende Konstruktion, beschleunigen dünne Scheiben (ähnlich Sabot-Geschossen) mit Wasserstoffgas auf bis zu 40 km/s. Beispielsweise wurde Wasserstoffgas mit einer 66-Pfund-Hohlladung in einem Voitenko-Kompressor, bestehend aus einer 3-cm Glas-verkleideten Röhre von 2 Meter Länge, auf 67 km/s beschleunigt. Die Apparatur wird bei der Detonation zerstört, jedoch können vorher relevante Daten extrahiert werden.